# Louis Henri Armand Béhic

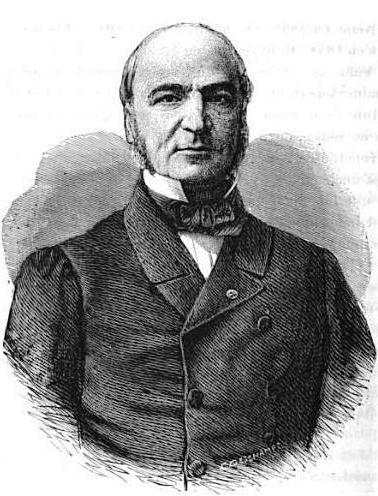
Louis Henri Armand Béhic

Louis Henri Armand Béhic (* 15. Januar 1809 in Paris; † 2. März 1891 ebenda) war ein französischer Politiker und vom 23. Juni 1863 bis 20. Januar 1867 Minister für Landwirtschaft, Handel und Bauwesen im Zweiten Kaiserreich von Napoleon III.

## Biografie
Armand Béhic war der Sohn eines Pariser Bankiers. Nach einem Jurastudium trat er in die Finanzverwaltung ein. Er wurde Mitglied des Staatsrates unter der Zweiten Republik. Mit 35 Jahren war er Generalsekretär im Marineministerium. Er war Députierter des Département Nord im Jahr 1846. Nach der französischen Februarrevolution von 1848 und der Ausrufung der Zweiten französischen Republik, richtete er seine Tätigkeit verstärkt industrieorientiert aus und wurde Direktor der Eisenwerke von Vierzon, anschließend Direktor der Reederei Services Messageries Imperiales. Von 1863 bis 1867 war Béhic Minister für Landwirtschaft, Handel und Bauwesen. Ab dem 13. August 1864 gilt er als verantwortlich handelnder Bildungsminister. In seinem Auftrag erstellte Jules Guyot mehrere systematische, vergleichende Untersuchungen zum Weinbau in Frankreich. Für das Département Gironde wurde Béhic zwischen 1876 und 1879 als Senator gewählt.
1856 gründete Armand Béhic mit Unterstützung Napoleons III. die Werft Forges et Chantiers de la Méditerranée. Ursprünglich bestand das Unternehmen aus einer Werft in La Seyne-sur-Mer und einer Dampfkessel- und Motorenfabrik in Marseille.
Béhic zeigte sich als fähiger Manager und finanzieller Visionär. Bis zu seinem Tod blieb er Berater der Unternehmen, die er geformt oder entwickelt hatte und passte deren Bedürfnisse einer sich weiterentwickelnden Technik an.